# 856年
| 千纪： | 1千纪                                                                                           |
| 世纪： | 8世纪 \| 9世纪 \| 10世纪                                                                        |
| 年代： | 820年代 \| 830年代 \| 840年代 \| 850年代 \| 860年代 \| 870年代 \| 880年代                       |
| 年份： | 851年 \| 852年 \| 853年 \| 854年 \| 855年 \| 856年 \| 857年 \| 858年 \| 859年 \| 860年 \| 861年 |
| 纪年： | 丙子年（鼠年）；唐大中十年；南诏天启十七年；日本齊衡三年；渤海国咸和二十六年                    |

## 大事记
- 拜占庭皇帝米海爾三世在舅舅巴爾達斯的支持下推翻了攝政的狄奧多拉皇后，成為唯一的統治者，巴爾達斯在這次政變後成為拜占廷帝國實際掌權者。

## 出生
- 李克用，後唐莊宗李存勗之父。
- 李存進，李克用義子。
- 李茂貞，五代十国岐国国王。
- 鄭良士，唐朝人物。

## 逝世
- 源潔姬（810年 - 856年），嵯峨天皇皇女